# Antuna

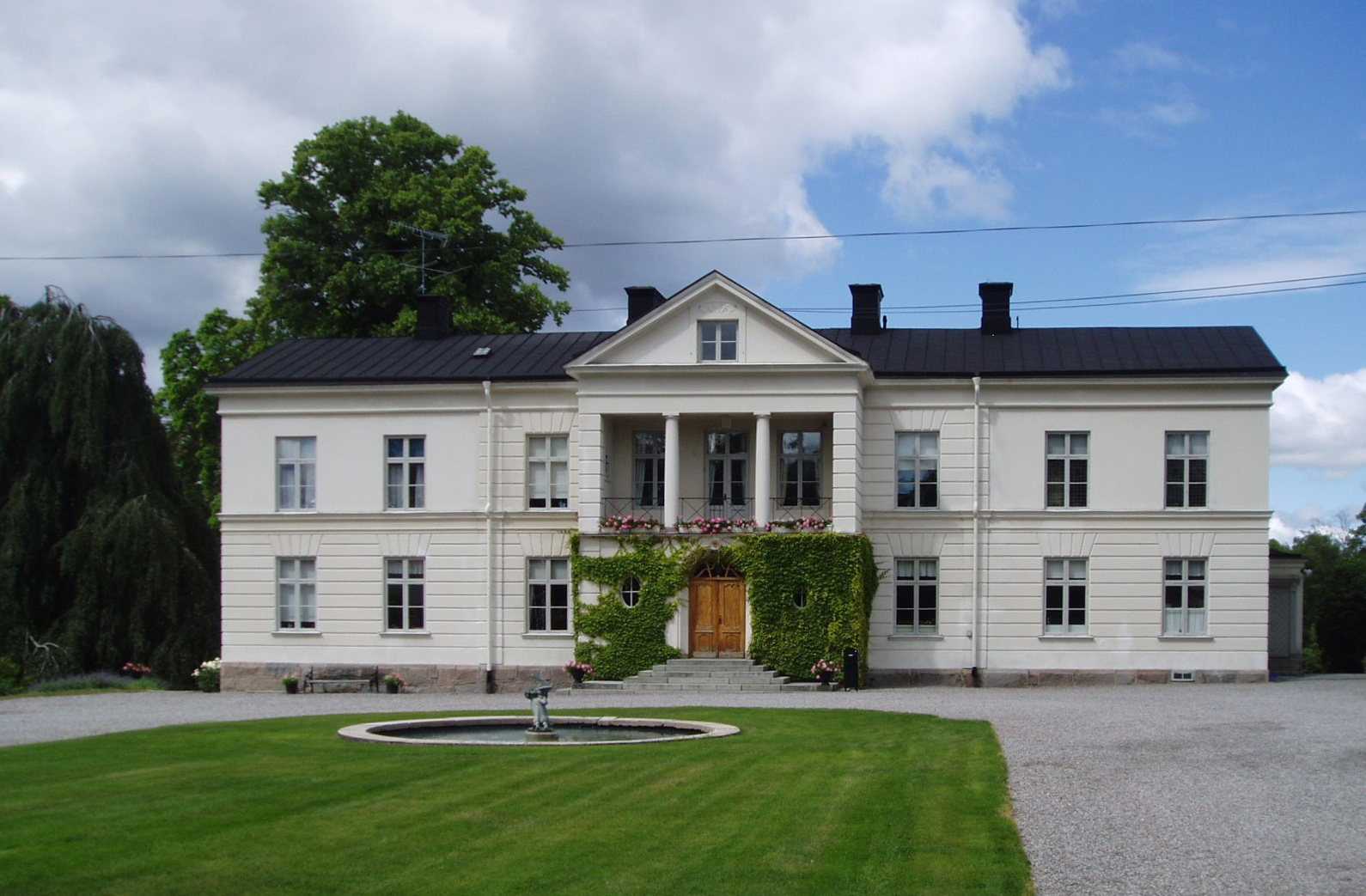
Antuna herrgård, 2009.

Antuna gård är en herrgård i Eds socken i Upplands Väsby kommun vid södra Edssjön. Idag används gården för åkerbruk.

## Namnet Antuna
Namnet har sitt ursprung i det fornnordiska tun som hade betydelsen av inhägnad gård. Gårdsnamnet är också av förhistorisk typ och har tolkats som "det andra Tuna" i förhållande till det Tuna som låg vid Sollentuna kyrka.

## Forntiden

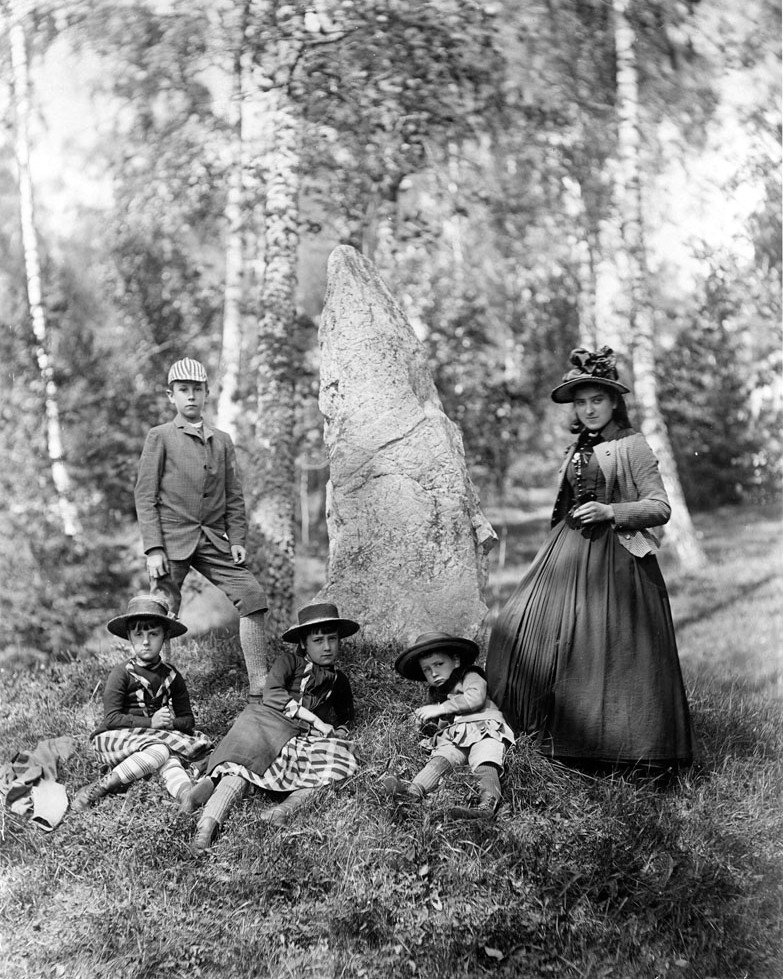
Carl Curmans barn och runsten U 107.

I en backsluttning norr om herrgården ligger ett järnåldersgravfält som vittnar om att Antunas anor åtminstone sträcker sig tillbaka till Vikingatid. Det består av 25 gravar av vilka alla, utom en skeppssättning, är runda stensättningar. I herrgårdens numera nästan helt igenlagda park, i strandsluttningen väster om huvudbyggnaden finns också två runstenar från 1000-talet. Båda är dock hitflyttade i början av 1900-talet av den dåvarande ägaren Carl Frans Lundström. Den ena stod tidigare vid järnvägen och Väsbyån, väster om Älvsunda, den andra på Antunas ladugårdsbacke. Den senare är ristad på två sidor, vilket är ovanligt.

## Historia
Antuna herrgård bildades i början av 1800-talet av två tidigare sammanslagna gårdar i den dåvarande byn. Egendomen ägdes vid denna tid av krigskommissarien Carl Gustav Almquist, far till författaren Carl Jonas Love Almquist.
1868 köptes herrgården av Carl Frans Lundström som tillsammans med sin bror Johan Edvard Lundström under slutet av 1800-talet hade lagt grunden till Jönköpings Tändsticksfabriks AB. 1881 byggdes ett nytt corps de logi samtidigt som Antuna blev huvudgård i ett storjordbruk som även omfattade granngårdarna Bisslinge och Älvsunda samt flera mindre gårdar i Sollentuna landskommun. Antuna övergick senare genom arv till släkten Curman, som alltjämt äger herrgården. Idag är Antuna, som numera även omfattar Edsby, kommunens största jordbruk.
Vid den numera avsnörda delen av den gamla landsvägen mellan Ed och Sollentuna, öster om gården, ligger Antunas grindstuga. Härifrån löper en rak allé fram till herrgårdsanläggningen. De två friliggande flyglarna framför huvudbyggnaden som ansluter i stil, tillhörde den ursprungliga herrgården från början av 1800-talet.
Huvudbyggnaden, som uppfördes 1881 av Carl Frans Lundström efter ritningar av arkitekt Fritz Eckert, har genomgått flera om- och tillbyggnader. Sin nuvarande nyklassicistiska stil fick huset 1918 då den dåvarande ägaren, Carl G. Curman, dotterson till C.F. Lundström, lät omgestalta herrgården med Sigurd Curman och Erik Fant som arkitekter. Samtidigt nyinreddes huvudbyggnaden i sengustaviansk stil med väggfält dekorerade av konstnären Filip Månsson, en av de mest framstående dekorationsmålarna vid denna tid. Omkring tio år senare tillbyggdes huset slutligen med två fönsteraxlar till sin nuvarande längd. Den ursprungliga inredningen är i dag bäst bibehållen i övervåningens stora matsal. Här är rummet inrett med väggpaneler och kassettak i mörkt trä från 1880-talet.

## Ekonomibyggnader

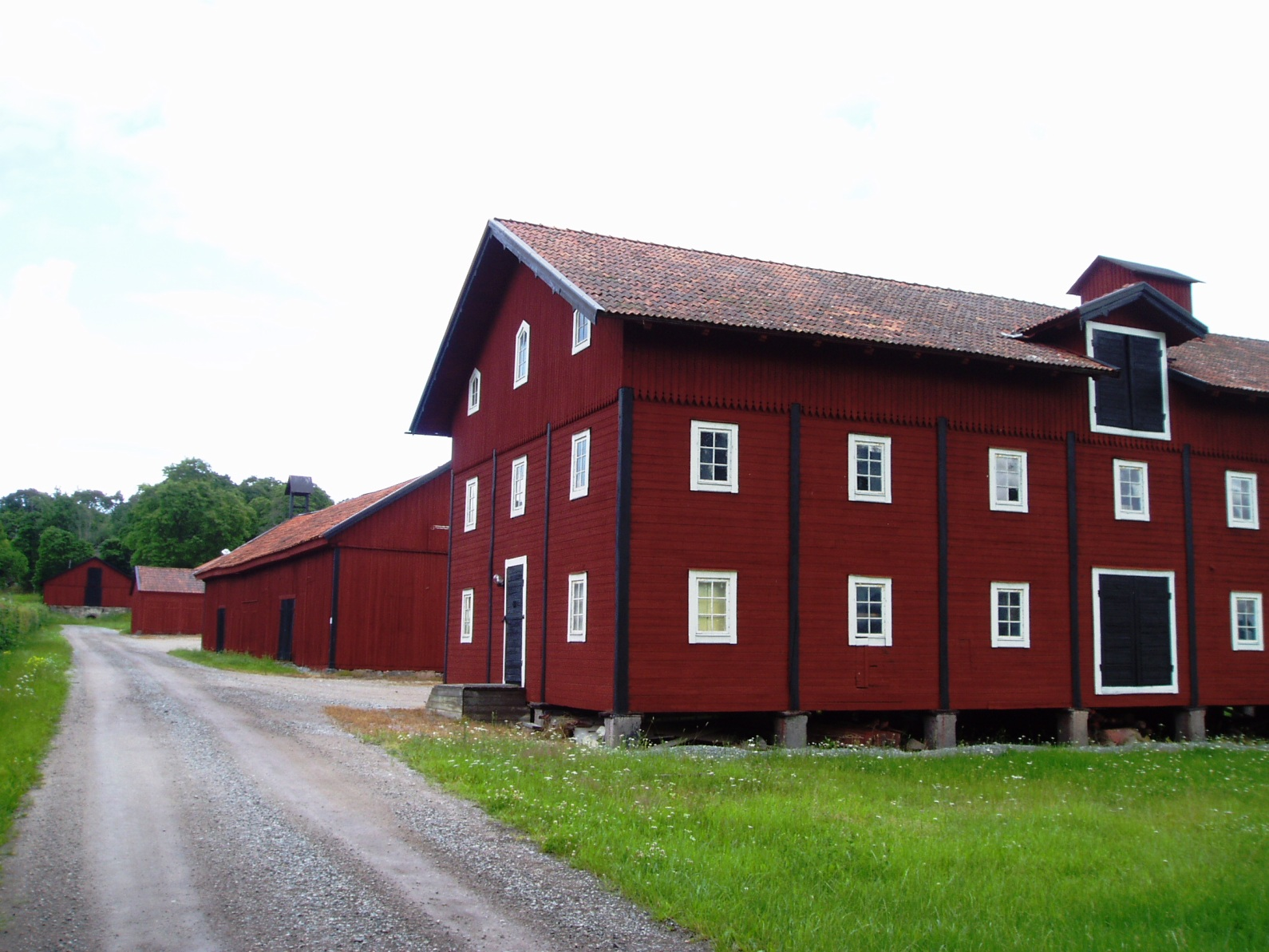
Ekonomibyggnaderna

Antunas ekonomibyggnader ligger samlade norr om allén, strax utanför herrgårdens grindar. Huvuddelen är uppförda omkring 1880. Särskilt anmärkningsvärda är ett stort tidstypiskt magasin i liggtimmer och ett vagnslider med gårdens vällingklocka från 1804 på taknocken. Till gården hörde även en smedja och en kombinerad kvarn och såg.

## Arbetarbostäder
Ovanligt många statarbostäder är bevarade vid Antuna i dag. Det är fem enkla faluröda trähus från slutet av 1800- och början av 1900-talet. De flesta inrymmer två lägenheter med separata ingångar. De många arbetarbostäderna och många anställda var nödvändiga på en stor gård vid tiden före 1930-40-talet genom den låga mekaniseringen inom lantbruket som tog fart först i slutet av 1940-talet då jordbrukstraktorn började ersätta arbetshästen och många nya jordbruksredskap utvecklades. Det stora antalet anställda och barnrika familjer gjorde att gården såg det nödvändigt att bygga en egen skola för att barnen skulle få sin skolgång i närheten av hemmet. Skolbyggnaden, belägen norr om allén vid järnvägen, finns fortfarande kvar. Huset stod klart år 1900 och användes som skollokal fram till mitten av 1930-talet.